# Akkad (regione storica)

Il Vicino Oriente antico nel IV millennio a.C.

Akkad (in italiano anche: Accadia; in accadico mat akkadim; in sumerico KIURI o semplicemente Uri) è una regione storica della Mesopotamia che si trova nell'odierno Iraq centrale. Corrisponde alla zona in cui Tigri e Eufrate convergono nel loro corso e sono più vicini.
La Bassa Mesopotamia può essere fatta corrispondere al "paese di Sumer", e la Media Mesopotamia ad Akkad.
Akkad prende il nome dalla città di Akkad (Agade), forse una nuova fondazione opera di Sargon, il fondatore della dinastia accadica e del cosiddetto "Impero accadico".
Insieme a Sumer, Akkad costituiva il cosiddetto "paese interno".